# Нантёй-ле-Одуэн (кантон)
Нантёй-ле-Одуэн (фр. Nanteuil-le-Haudouin) — кантон во Франции, находится в регионе О-де-Франс, департамент Уаза. Входит в состав округа Санлис.

## История
До 2015 года в состав кантона входили коммуны Барон, Боре, Буаси-Френуа, Вер-сюр-Лонет, Версиньи, Ланьи-ле-Сек, Ле-Плесси-Бельвиль, Монлоньон, Монтаньи-Сент-Фелисите, Нантёй-ле-Одуэн, Онь, Перуа-ле-Гомбри, Розьер, Сийи-ле-Лон, Фонтен-Шали, Френуа-ле-Люа, Шевревиль, Эв, Эрменонвиль.
В результате реформы 2015 года   состав кантона был изменен. В его состав вошел упраздненный кантон Бес.

## Состав кантона с 22 марта 2015 года
В состав кантона входят коммуны (население по данным Национального института статистики за 2018 г.):
- Антийи (258 чел.)
- Аси-ан-Мюльтьен (859 чел.)
- Барньи (334 чел.)
- Барон (764 чел.)
- Бес (1 140 чел.)
- Боре (338 чел.)
- Брежи (648 чел.)
- Буаси-Френуа (985 чел.)
- Буйанси (395 чел.)
- Буллар (220 чел.)
- Бурсон (311 чел.)
- Варенфруа (287 чел.)
- Вер-сюр-Лонет (1 147 чел.)
- Версиньи (370 чел.)
- Виллер-Сен-Жене (395 чел.)
- Гондревиль (203 чел.)
- Ивор (255 чел.)
- Кюверньон (294 чел.)
- Ла-Вильнёв-су-Тюри (160 чел.)
- Ланьи-ле-Сек (2 056 чел.)
- Ле-Плесси-Бельвиль (3 620 чел.)
- Левиньен (1 001 чел.)
- Марёй-сюр-Урк (1 611 чел.)
- Мароль (675 чел.)
- Монлоньон (199 чел.)
- Монтаньи-Сент-Фелисите (415 чел.)
- Нантёй-ле-Одуэн (4 249 чел.)
- Нёфшель (383 чел.)
- Онь (294 чел.)
- Ормуа-Виллер (660 чел.)
- Ормуа-ле-Давьен (349 чел.)
- Отёй-ан-Валуа (271 чел.)
- Перуа-ле-Гомбри (1 150 чел.)
- Реез-Фос-Мартен (147 чел.)
- Розуа-ан-Мюльтьен (603 чел.)
- Розьер (138 чел.)
- Рувиль (250 чел.)
- Рувр-ан-Мультьен (469 чел.)
- Сийи-ле-Лон (1 163 чел.)
- Тюри-ан-Валуа (504 чел.)
- Фонтен-Шали (342 чел.)
- Френуа-ле-Люа (505 чел.)
- Шевревиль (417 чел.)
- Эв (421 чел.)
- Эрменонвиль (1 004 чел.)
- Этавиньи (151 чел.)

## Политика
На президентских выборах 2022 г. жители кантона отдали в 1-м туре Марин Ле Пен 34,8 % голосов против 22,0 % у Эмманюэля Макрона и 17,4 % у Жана-Люка Меланшона; во 2-м туре в кантоне победила Ле Пен, получившая 57,1 % голосов. (2017 год. 1 тур: Марин Ле Пен – 33,9 %, Эмманюэль Макрон – 17,8 %, Франсуа Фийон – 17,6 %, Жан-Люк Меланшон – 16,6 %; 2 тур: Ле Пен – 52,3 %. 2012 год. 1 тур: Марин Ле Пен – 27,7 %, Николя Саркози – 27,3 %, Франсуа Олланд – 22,6 %; 2 тур: Саркози – 55,2 %).
С 2015 года кантон в Совете департамента Уаза представляют бывший мэр коммуны Аси-ан-Мюльтьян Николь Колен (Nicole Colin) и мэр города Нантёй-ле-Одуэн Жиль Селье (Gilles Sellier) (оба – Республиканцы).
|                | Кандидаты                       | Партия                   | Первый тур | Первый тур     | Второй тур | Второй тур |
| Кол-во голосов | Кандидаты                       | Партия                   | % голосов  | Кол-во голосов | % голосов  |            |
| -------------- | ------------------------------- | ------------------------ | ---------- | -------------- | ---------- | ---------- |
|                | Николь Колен Жиль Селье         | Республиканцы            | 3 105      | 44,75          | 4 430      | 66,59      |
|                | Даниэль Бен Буазиз Иоанн Цикало | Национальное объединение | 2 046      | 29,49          | 2 223      | 33,41      |
|                | Стефани Дефо Жан-Поль Дуэ       | Социалистическая партия  | 1 788      | 25,77          |            |            |

|                | Кандидаты                  | Партия             | Первый тур | Первый тур     | Второй тур | Второй тур |
| Кол-во голосов | Кандидаты                  | Партия             | % голосов  | Кол-во голосов | % голосов  |            |
| -------------- | -------------------------- | ------------------ | ---------- | -------------- | ---------- | ---------- |
|                | Николь Колен Жиль Селье    | Правый блок        | 2 929      | 28,23          | 5 175      | 53,87      |
|                | Жюльен Бурлон Сандра Телье | Национальный фронт | 4 007      | 38,61          | 4 432      | 46,13      |
|                | Жан-Поль Дуэ Флоранс Узио  | Левый блок         | 2 440      | 23,51          |            |            |
|                | Роже Пьер Надин Тата       | Прочие левые       | 1 001      | 9,65           |            |            |

|  | Кандидат              | Партия                    | % голосов |
|  | --------------------- | ------------------------- | --------- |
|  | Жан-Поль Дуэ          | Социалистическая партия   | 55,82     |
|  | Мари-Бернадет Бенитан | Союз за народное движение | 44,18     |